# Joseph P. Bradley
Joseph Philo Bradley (ur. 14 marca 1813 w Berne, zm. 22 stycznia 1892 w Waszyngtonie) – amerykański prawnik.

## Życiorys
Urodził się 14 marca 1813 roku w Berne w stanie Nowy Jork. Ukończył studia na Uniwersytecie Rutgersa, uzyskując w 1836 roku stopień bakałarza, a trzy lata później został przyjęty do palestry. Jako prawnik odnosił sukcesy, reprezentując między innymi Camden & Amboy Railroad. 7 lutego 1870 roku został mianowany sędzią Sądu Najwyższego z nominacji prezydenta Ulyssesa Granta. Jego kandydatura została zatwierdzona przez Senat 21 marca. Cztery lata później rozpatrywał sprawę ataku 40 białych obywateli, którzy zostali oskarżeni o zabójstwo 60 Afroamerykanów podczas wiecu politycznego w Luizjanie. Bradley był zdania, że prawo do pokojowych zgromadzeń, prawo do noszenia broni czy sprawiedliwego procesu nie jest zapewniane przez władze federalne, ale przez władze stanowe. Sąd Najwyższy przychylił się do jego opinii.
Podczas wyborów w 1876 roku głównymi kandydatami byli Samuel J. Tilden (demokrata) i Rutherford Hayes (republikanin). W czasie zliczania głosów z poszczególnych stanów szacowano, że Tilden ma zapewnione 184 głosy elektorskie, podczas gdy Hayesowi przypadało 166. Sytuacja ta oznaczała, że do elekcji demokracie brakowało jednego głosu. Z Karoliny Południowej, Florydy i Luizjany napłynęły dwa różne komplety wyników, od dwóch samorządów. Aby rozstrzygnąć spór, przewodniczący pro tempore Senatu powołał komisję składającą się z pięciu kongresmanów, pięciu senatorów i pięciu członków Sądu Najwyższego (w piętnastoosobowy skład wchodziło 7 demokratów, 7 republikanów i jeden sędzia niezależny – David Davis). Tuż przed rozpoczęciem prac Davis został wybrany do Senatu i ustąpił z komisji. Ponieważ demokraci nie mieli więcej reprezentantów w Sądzie Najwyższym, miejsce Davisa zajął Bradley. Komisja przegłosowała sporne głosy na korzyść Hayesa stosunkiem głosów 8:7. Badacze historii Stanów Zjednoczonych uznali, że Hayesowi słusznie przyznano głosy Karoliny Południowej i Luizjany, lecz niesłusznie otrzymał głosy Florydy, zatem prezydentem powinien zostać Samuel J. Tilden.
W 1883 roku Sąd Najwyższy orzekł niezgodność z amerykańską konstytucją dwóch ustępów ustawy o prawach obywatelskich z 1875 roku, która zakazywała dyskryminacji rasowej w karczmach, środkach transportu publicznego i miejscach rozrywki. Bradley stwierdził, że ustawa była poza kompetencją Kongresu, gdyż XIV poprawka zakazała działań dyskryminacyjnych jedynie stanom, a nie osobom prywatnym. Zmarł w trakcie sprawowania urzędu, 22 stycznia 1892 roku, w Waszyngtonie.